# Reaktive Programmierung
Bei der Datenverarbeitung ist Reaktive Programmierung ein Programmierparadigma, das sich an Datenflüssen orientiert. In den zugeordneten Programmiersprachen sind statische oder dynamische Datenflüsse leicht auszudrücken. Das zugrunde liegende Ausführungsmodell propagiert Änderungen in den Datenflüssen automatisch. Ein gutes Beispiel für ein Programm, welches reaktiv arbeitet, ist Excel. Ändert man einen Wert in einer Zelle, dann ändert sich auch der Wert in der Summenzelle. Die Zelle, deren Wert geändert wurde, löst ein Event (eine Meldung) aus, den die Summenzelle empfängt und die dann eine Neukalkulation ausführt.